# 戦慄迷宮
戦慄迷宮（せんりつめいきゅう）は、1999年7月に富士急ハイランドに開業した世界最大級のお化け屋敷。30年以上前に廃業となった総合病院をテーマとしている。
元々はイベントとして行っていたアトラクションだったが、2003年7月に現在の場所に新設・常設化され「超・戦慄迷宮（ちょう・せんりつめいきゅう）」として開業し現在に至る。
2007年7月には「戦慄迷宮4.0（せんりつめいきゅうよんてんぜろ）」として完全リニューアルオープン。2002年までの「戦慄迷宮（歩行距離500m）」、2003年の「超・戦慄迷宮（歩行距離616m）」、2004年の「超・戦慄迷宮 病院の怪談（歩行距離700m）」に続く4番目の戦慄迷宮である。名称は、同時期に公開された映画『ダイ・ハード4.0』からあやかったものと思われる。
2009年7月18日には歩行距離約900m、所要時間約60分など、過去最大規模のリニューアルを実施した「最恐戦慄迷宮（さいきょうせんりつめいきゅう）」が開業。以降は約2年置きにリニューアルが行われており、2015年7月25日にはサウンドホラーアトラクション「血に飢えた病棟（2019年2月11日営業終了）」が新設され「絶凶・戦慄迷宮（ぜっきょう・せんりつめいきゅう）」として開業した。
2003年の常設化から19年目となる2021年7月21日には、原点回帰をテーマに「戦慄迷宮 〜慈急総合病院〜」として開業中。
歩行距離が世界一長いお化け屋敷としてギネスブックに認定された事がある。2012年1月には山口県宇部市の商店街「ハミングロード新天町」にある「デッド・オア・アライブ」が歩行距離1290mの記録で世界一の認定を受けている（現在は廃止）。

## アトラクション概要
病院をテーマにしたウォークスルータイプ（出口まで歩いていくもの）のお化け屋敷であり、機械による仕掛けよりもアクター（お化け役）の出現がほとんどのハイレベルなお化け屋敷として注目されている。途中で怖くなってしまった場合の為に、館内には幾つかリタイア口も用意されている。特にアクターの脅かし方は徹底しており、入場者の2割はリタイアしてしまうという。
フリーパスは利用できない。2018年のリニューアル以降の料金はグループ毎の料金となっている（1組4人まで）。また、フリーパスの有無で料金が変わる。

## 沿革
- 1999年（平成11年）
  - 春頃：「呪われた隔離病棟」 - 正式なアトラクションとして扱われる前に行われていたイベント（その為当時の園内ガイドマップには記載無し）。これが戦慄迷宮の原点とも言える。建物の屋上に赤十字が描かれた看板があったが、「戦慄の閉鎖病棟」開業時には撤去された（赤十字の標章及び名称等の使用の制限に関する法律を参照）。
  - 7月：「戦慄の閉鎖病棟」開業。全長500m、所要時間25分。
- 2000年（平成12年）
  - 「戦慄の閉鎖病棟 迷宮篇」 - 戦慄の閉鎖病棟に分岐点とループを追加。間違ったルートを選ぶと元の場所へ戻される。
- 2001年（平成13年）
  - 「戦慄迷宮」に名称変更（下記参照）。
  - 2月：「戦慄迷宮 運命の扉篇」 - 戦慄迷宮の分かれ道に扉を設置し、自分で開けて進んでいく。
- 2002年（平成14年）
  - 7月：「戦慄迷宮 ホテル篇」 - 外装・内装を廃ホテルにリニューアル。8月31日をもって戦慄迷宮の営業を終了。なお、「迷宮の歴史」では「戦慄迷宮 ドンライハ」という名称になっている。
- 2003年（平成15年）
  - 7月：「超・戦慄迷宮」を現在の場所に設置。全長616m、所要時間40分。コース終盤は2つにルートが分かれ、出口も二つ用意されていた。
- 2004年（平成16年）
  - 4月：「超・戦慄迷宮 独りきりの回廊」：ゴールデンウィーク限定イベント。途中で指定された病室を、それぞれ独りで進まなくてはならない。
  - 7月：「超・戦慄迷宮 病院の怪談」 - 超・戦慄迷宮をリニューアル。ストーリー、ルートの変更（終盤の分岐がなくなり出口が一つになった他、全体的に前回ルートを逆走する形となっている）、新たな部屋の追加。全長700m、所要時間50分（アトラクション入口では40分となっていた）。
  - 12月：「超・戦慄迷宮 亡霊仕返し編〜ストレス退散〜」 - 冬の絶叫祭りでのイベント。玩具会社のトミー（現タカラトミー）とのコラボレーションで、同社製の「サバイバーショット」を使って亡霊を攻撃するというもの。命中すると亡霊が5秒間ひるむが、持ち玉は僅か10発のみ。また、亡霊が近づくとセンサーが作動するという仕掛けもあった。翌年2月までの期間限定。
- 2005年（平成17年）
  - 12月：「超・戦慄迷宮 禁断のルート篇」 - 冬の絶叫祭りでのイベント。迷宮の運営スタッフや参加者に怪現象や事故が相次いだため、これまで封鎖されていたといういわく因縁つきの通路を期間限定で特別開放した。翌年2月までの期間限定。
- 2006年（平成18年）
  - 2月：「超・戦慄迷宮 二人の卒業式」 - カップルをターゲットとしたイベント。互いの手首をこよりで結び、切らずに出口まで進むと卒業証書や第2ボタンが貰えた。
- 2007年（平成19年）
  - 2月10日：「超・戦慄迷宮 心霊篇」 - ルートを3年ぶりに変更。入り口付近には茶色くくすんだ花輪が設置された。また、外の出口付近に祠（ほこら）が設置され、そこで撮った写真を携帯メールでサイトに送信すると心霊写真として返信されるイベントが追加された。なお、祠は現在も設置されている。4月8日までの期間限定で、この日をもって超・戦慄迷宮としての営業を終了。
  - 7月21日：「戦慄迷宮4.0」 - 超・戦慄迷宮を名称変更とともに完全リニューアル。ルート変更、各部屋がリニューアルされた他、滅菌室などの新たな部屋が追加された。戦慄迷宮シリーズで初めてペンライトが廃止された（その分、館内の照明が明るくなった）。1日1500人限定。9月2日までの期間限定で「夏の診療肝試し」を開催。内容は最初にカルテを渡され、中でサインを貰っていくというもの。
  - 10月6日：「戦慄迷宮EX. バイオハザード」：戦慄迷宮4.0とバイオハザードシリーズのコラボレーションで誕生したシューティング型アトラクション。実際にハンドガンを持ってゲームの世界を体感できる。料金は700円。2008年2月3日までの期間限定。
- 2008年（平成20年）
  - 2月6日：「戦慄迷宮4.0 生け贄篇」 - ストーリーを一新。戦慄迷宮4.0で1度廃止されたペンライトが復活。コースには新たにいくつかの分岐が設けられた他、途中にグループの1人が生け贄となって進まなければならない部屋が登場。4月6日までの期間限定。
  - 7月19日：「戦慄迷宮4.0 ナナシ ノ シタイ」 - 『ナナシ ノ ゲエム』とのコラボレーションによる期間限定イベント。ストーリー、プレショー、ルートを変更。新恐怖部屋「解剖待ち死体保管室」が登場。また、コース途中にある「呪いの言葉」が書かれたものを持って出なければならない。当初は9月末までの予定だったが、11月3日まで延長となった。また、今回から待合室にスクリーンとプロジェクターが設置された（内容は主に注意事項）。
  - 11月8日：「戦慄迷宮4.0特別企画 戦慄のメリークリスマス〜亡霊からの招待状〜」 - 戦慄迷宮では初となるクリスマス限定イベント。ストーリーを変更。院内には血まみれのクリスマスツリーが用意され、不気味なクリスマスソングが鳴り響く。12月25日までの期間限定。
- 2009年（平成21年）
  - 2月13日：「戦慄迷宮4.0 血まみれの身体検査篇」：ストーリーを変更。体重計や視力検査表などの身体検査に使われる物が設置され、血液型や健康状態によって異なるルートが登場。4月5日までの期間限定。イベント終了後、6月28日をもって戦慄迷宮4.0としての営業を終了。
  - 7月18日：「最恐戦慄迷宮」 - 1999年から開業10周年を迎えて完全リニューアル。ストーリーを変更。キューラインに注意事項などを説明するモニターを設置。これまでの全ての部屋が完全に一新され、「CTスキャン室」などの新たな部屋も登場。歩行距離と所要時間も史上最長の約900m、約60分に延長。アクターの出現場所が改善され、音や光の演出なども今まで以上に多く配置されており、究極まで「最恐」の演出にこだわっている。また、分岐点とループも用意されている。今回のテーマは「老朽化により全面改修を行った病院の廃墟」となっており、外装や内装もテーマに合わせたものとなっている（茶色を基調としていた外壁が白に変更など）。
- 2011年（平成23年）
  - 7月9日：「最恐戦慄迷宮 -禁断の旧病棟-」 - 約2年振りとなるリニューアル。プレショー及びストーリーを変更。ルートも変更され、重傷患者部屋などの新たな部屋が登場する他、これまでコンクリートの壁で塞がれ封印されていた旧病棟が登場。外装も前回に比べより廃墟らしさが増し、旧戦慄迷宮の頃のような雰囲気となった。
- 2013年（平成25年）
  - 7月27日：「最恐戦慄迷宮 -暗黒病棟-」 - “史上最恐の戦慄迷宮”をコンセプトに約2年振りとなるリニューアル。プレショー、ストーリー及びルートを変更。終盤に鉄扉で閉ざされた「暗黒病棟」が登場。その先には光が一切届かない「暗黒部屋」が隠されていた。また、今回のプレショーは院内に通された全員で見るのではなく、入口で番号札を渡され、番号ごとに診察室に通されて見るというものに変更された。また、キューラインのモニターから流れる映像が、ハイランダーが登場するものに変更された。2015年6月14日をもって最恐戦慄迷宮としての営業を終了。
- 2015年（平成27年）
  - 7月25日：「絶凶・戦慄迷宮」 - 前回から2年振りのリニューアル。外装・キューラインの映像・ストーリー・プレショーが変更され、プレショーは最恐戦慄迷宮同様、待合室で観るようになった。また、光が一切無い状態で手摺りに掴まって進む「暗闇通路」、入ると亡霊と一緒に閉じ込められる「監禁部屋」が新設され、最終部屋が「霊安室」から「巨大人体実験室」に変更された。また、今回からはサウンドホラーアトラクション「血に飢えた病棟」が出口のショップに隣接された（こちらはフリーパス利用可能）。
- 2017年（平成29年）
  - 7月16日：「絶凶・戦慄迷宮 〜血塗られた人骨病棟〜」 - 前回から2年振りのリニューアル。ストーリー・プレショーが変更。壁が人骨でできた狭い地下通路や、戦慄迷宮至上最もおぞましい最終部屋が登場。なお、ペンライトの回収場所がコース中盤から最終部屋手前に変更された。今回より時間指定の整理券制となり、料金も1,000円に値上げされた。また、絶叫優先券は園内チケット売場での販売は廃止され、ウェブでのスマート絶叫優先券のみの販売となった。
- 2018年（平成30年）
  - 7月14日：「絶凶・戦慄迷宮 〜収容病棟篇〜」 - 前回から1年でのリニューアル。ストーリー・プレショーが変更。冷気に包まれた「遺体安置所」や熱気に包まれた「焼却炉」があり、最終部屋が鉄格子で覆われた「収容病棟」に変更。プレショーはグループ毎に診察室に通されて見るが、各部屋で流れる映像が異なり、写真撮影もここで行われる。なお、従来の入口だった正面玄関が出口となり、従来の出口だった場所が「救急入口」に改修されて入口に変更されている。また、今回よりグループ単位での料金となっている(後述)。なお、今回よりウェブでのスマート絶叫優先券も廃止された代わりに、時間指定券が販売されている。2021年6月27日をもって絶凶・戦慄迷宮としての営業を終了。
- 2021年（令和3年）
  - 7月21日：「戦慄迷宮 〜慈急総合病院〜」 - 前回から3年振りのリニューアル。2003年の超・戦慄迷宮から19年目に入った事から「原点回帰」をテーマにリニューアルされ、入口が正面玄関に戻った。グループ毎に診察室でプレショーを見るのは継続されたが、全ての部屋で同じ映像が流れる。2024年5月12日をもって営業を終了。
- 2024年（令和6年）
  - 7月20日：「戦慄迷宮 〜闇に蠢く病棟〜」 - 「没入（イマーシブ）体験」をテーマに前回から3年振りのリニューアル。「口腔外科」などの新しい部屋や、史上最長の長い廊下、史上最大の最終部屋などが用意されている。

なお、2003年以前の戦慄迷宮があった場所には、その後に『ええじゃないか』が設置されている。

## 名称変更について
元は「戦慄の閉鎖病棟」の名で営業していたが「閉鎖病棟」が精神病院を表す言葉であり、精神病について悪影響を与えるとして患者の家族団体から抗議があり、現在の「戦慄迷宮」に変更された。その関係で、富士急ハイランド公式サイトのアトラクション別ページ内にある「迷宮の歴史」というページでは、「戦慄の閉鎖病棟」は「呪われた病棟」、「戦慄の閉鎖病棟〜迷宮篇〜」は「隔離病棟」に名称が変更されている。

## その他
- 設定は30年以上前に閉鎖された「慈急（じきゅう）総合病院」。名称は「富士急」と、「慈恵病院」を掛け合わせたものである。
- 戦慄迷宮ホテル篇の舞台は「ホテルDonlaiha（ドンライハ）」、戦慄迷宮EX.バイオハザードの舞台は「Donlaiha Hospital（ドンライハホスピタル）」。両者とも「ハイランド」の逆読みである。
- 超・戦慄迷宮から絶凶・戦慄迷宮〜血塗られた人骨病棟〜までは、入場前の列から出口が見えるようになっているので、最後の出口ではお化けに追いかけられ走って逃げ去る人がよく見られた。入口では病院特有の消毒液の臭いもあり、手術台やパイプベッドなどの備品も本物を使用している。
- 館内を進む前にまず待合室（「収容病棟篇」では建物入ってすぐの廊下）にてスタッフが注意事項について説明をした後、別の部屋に移動してプレショーを鑑賞する（「最恐」及び「絶凶」ではそのまま待合室で、「暗黒病棟」では番号札別に診察室でプレショーを鑑賞）。次にレントゲン室で1グループずつ写真撮影を行う（「収容病棟篇」以降はプレショー鑑賞中に写真撮影が行われる）。写真撮影後にペンライトと診察券（「収容病棟篇」初期ではリストバンド）を渡されてスタートとなり、ペンライトは途中で回収される（戦慄迷宮4.0はペンライトの貸し出しがない）。また、撮影された写真は館内から出た後に購入することができる（ただし、最初に渡された診察券及びリストバンドが必要となる）。
- このアトラクションの始まりは当時、営業終了し使用されていなかった宿泊施設「ハイランドホステル」の建物が園内にあり、取り壊しが決まっていた。その建物を取り壊す前に何かイベントを行おう、とのことで期間限定で行ったアトラクションが「戦慄の閉鎖病棟」だったが、あまりにも反響が大きかったため恒例企画として存続する事となった。現在は移転新設し「超・戦慄迷宮」以降常設アトラクションとなって営業されている。
- 戦慄迷宮では営業前に毎日お祓いを行っている。
- 本アトラクションのアクター（お化け役）は一度辞めると事務所的な理由のため、復職出来ないので入れ替わりによる品質の低下が指摘されている。なお、アクター達は、徹底的に演技指導を受けた役者である。また、屋敷内の医療器具は実際の病院で使用していた物である。ちなみに、スタッフ募集時に要項に「暗い人募集」と記載されていたという逸話がある。
- 「アトラクションにチャレンジしたい！だけど恐い！」という人のために「お守り」を販売している（超・戦慄迷宮以降）。これは単なる飾りというわけではなく、これを所持している人にはアクターの脅かしが弱まる効果を持っている。お守りには首からぶら下げるものと額に貼るものとがある。
- 『リング』などのホラー映画とのタイアップイベントも行われた事がある。2004年2月29日には、日付に因んでこの日を「富士急の日」と定め、それに伴いアクターの数が229体に増量されたというイベントが行われた。
- 旧戦慄迷宮時代には、併設されたショップで血のついたナース服と手術服を2時間1,000円で貸し出ししていたことがある。

## スペックなど

### 戦慄迷宮
- 歩行距離：約500m
- 所要時間：約25分
- 建物：4階建て
- 曲がり角の数：32ヶ所
- 最大直線距離：15m
- 階段の数：111段
- 部屋の数：15部屋
- ドアの数：17枚
- お化けの数：12人

### 超・戦慄迷宮
- 歩行距離：約616m
- 所要時間：約40分
- 曲がり角の数：79ヶ所
- 最大直線距離：50m
- 階段の数：273段
- 部屋の数：55部屋
- ドアの数：192枚
- お化けの数：不明（戦慄迷宮の2倍以上）

### 超・戦慄迷宮 病院の怪談篇 - 戦慄迷宮4.0
- 歩行距離：約700m
- 所要時間：約50分
- 部屋の数：60部屋

### 最恐戦慄迷宮 - 絶凶・戦慄迷宮
- 所要時間：約60分（最恐戦慄迷宮 -禁断の旧病棟-以降は50分）
- 料金：500円（フリーパス使用不可）

### 絶凶・戦慄迷宮 〜血塗られた人骨病棟〜
- 料金：1,000円（時間指定制、フリーパス使用不可）

### 絶凶・戦慄迷宮 〜収容病棟篇〜 - 戦慄迷宮 〜慈急総合病院〜
- 歩行距離：約900m
- 所要時間：約50分〜∞
- 建物：2階建て（一部中2階）
- 延床面積：3,000m2
- 総工費：約8億円
- 料金（時間指定制、1組4人まで）
  - フリーパス無し8,000円（2018年7月31日までは6,000円）
  - フリーパス有り4,000円（以前は3人まで3,000円のチケットも販売していた）
- 入場規定：小学生以上（小学生は中学生以上の付き添いが必要）

## 血に飢えた病棟
血に飢えた病棟（ちにうえたびょうとう）は、2015年7月25日に「絶凶・戦慄迷宮」と同時にオープンしたサウンドホラーアトラクション。元々存在したショップ「慈急堂薬局」を縮小してできたスペースを利用している。過去に存在したサウンドホラーアトラクション「処刑の館」を再現するというコンセプトで作られた。2019年2月11日を以て終了した。

### 物語
かつて医師による患者連続殺人事件が発生した「慈急診療所」。犯人である医師「慈急藤郎」は現在も逃走中で指名手配されているが、最近では診療所付近で犯人と似た不審人物が目撃されているという…。

### スペック
- 所要時間：約5分
- 定員：16名
- 料金：500円（フリーパス使用可）
- 入場規定：小学生以上（小学生は中学生以上の付き添いが必要）

## 映画
『戦慄迷宮3D THE SHOCK LABYRINTH』
2009年6月、本アトラクションが『戦慄迷宮3D THE SHOCK LABYRINTH』として実写映画化される事が発表された。監督は呪怨シリーズを手掛けた清水崇。主演は初のホラー映画出演となる柳楽優弥。同アトラクションとは異なるオリジナルのストーリーで展開される。
本作は日本映画初の長編実写デジタル3D作品となっている。また、同アトラクションの建物もセットの一部として撮影される。同年10月より公開。
『ラビット・ホラー3D』
2011年9月公開のホラー映画。一部のシーンで同アトラクションの建物内が登場する。監督は戦慄迷宮3Dと同じく清水崇。主演は満島ひかり。
富士急ハイランドでは、同映画とのタイアップで8月23日より3日間「真夏の夜の遊園地 肝だめしツアー」が開催された。
『お化け屋敷列伝／戦慄迷宮MAX』
2015年春公開のホラー映画。予め参加者を募り、閉園後の戦慄迷宮にカメラを持って体験した映像を公開する。あたかも実際にお化け屋敷にいるかのような感覚を味わえる体験型映画となっている。

## イベント・キャンペーン

### リンカーンお化け屋敷
2010年7月17日より、TBSテレビの夏期イベント「赤坂ビッグバン」にて、バラエティ番組『リンカーン』とのコラボレーションにより登場した。昭和32年に廃業となった2階建ての「赤坂林間診療所」が舞台で、外装・内装も戦慄迷宮同様に病院さながらの造りはもちろん、消毒液の臭いや各備品なども忠実に再現されていた。戦慄迷宮と異なる点は、リタイア扉が設置されていない為一度入るとリタイアできない、ペンライトの貸し出しがない、写真撮影がない事など。また、建物内の院長室には番組レギュラー出演者をホラーテイストにアレンジされた写真も展示されていた。全長は225メートル、所要時間は約20分。料金は1回1,000円。8月31日までの期間限定。

### 最恐の試写会
映画『呪怨 終わりの始まり』公開記念イベント。メルマガサービス「CLUBフジQ」会員限定で募集し、当選した人のみ参加できた。閉園後に戦慄迷宮内で映画を観た後、戦慄迷宮を体験するといった内容だった。2014年6月21日の一夜限定で開催された。

### 黒執事 Book of the Atlantic 〜その執事、絶叫〜
アニメ『黒執事』とのタイアップ。絶凶・戦慄迷宮周辺に黒執事のエリアが登場。絶凶・戦慄迷宮の一部を利用して劇中に登場する動く死体「ビザール・ドール」から逃げるウォークスルー型アトラクションや、血に飢えた病棟を利用したサウンドアトラクションが登場。2017年8月1日から同年10月1日の期間限定で開催。

### カラダ探し×戦慄迷宮
映画『カラダ探し』とのコラボレーションイベント。映画内に登場する「赤い人」がアクターとして出演。また、館内に隠された「体のパーツ」を探し出して応募すると、抽選で映画オリジナルグッズが当たるキャンペーンも実施していた。2022年9月17日から同年11月6日の期間限定で開催。